# トトポトミー・クリークの戦い
トトポトミー・クリークの戦い（トトポトミー・クリークのたたかい、英: Battle of Totopotomoy Creek、地元では [tɪˈpɒtoʊmiː] ( 音声ファイル)、またはベセスダ教会の戦い、クランプス・クリークの戦い、シャディグローブ道路の戦い、ハノーバータウンの戦い）は、南北戦争の4年目に入った1864年5月28日から30日、バージニア州ハノーバー郡で、北軍ユリシーズ・グラント中将のオーバーランド方面作戦の中で、南軍ロバート・E・リー将軍の北バージニア軍と対抗した戦闘である。
グラントはリー軍の右翼に回り込む軍の操作を続け、リー軍を開けた場所での会戦に持ち込もうとしたが、リーはジュバル・アーリー中将の北バージニア軍第2軍団で、北軍ガバヌーア・ウォーレン少将の前進してくる第5軍団を攻撃する機会を伺った。アーリーの指揮下、ロバート・E・ローズ少将とドッドソン・ラムスール少将の師団が北軍の部隊をシャディグローブ道路まで押し返したが、ラムスールの前衛隊が北軍歩兵と砲兵の激しい抵抗に遭って停止させられた。グラントは他の軍団長に南軍の全線にわたって攻撃を支援するよう命令した。南軍はトトポトミー・クリークの背後の塹壕に入っていた。北軍ウィンフィールド・スコット・ハンコックの第2軍団のみがクリークを渡ったが、直ぐに撃退された。決着のつかなかった戦闘の後、北軍は南東方面への動きを再開し、月末からのコールドハーバーの戦いに向かった。

## 背景

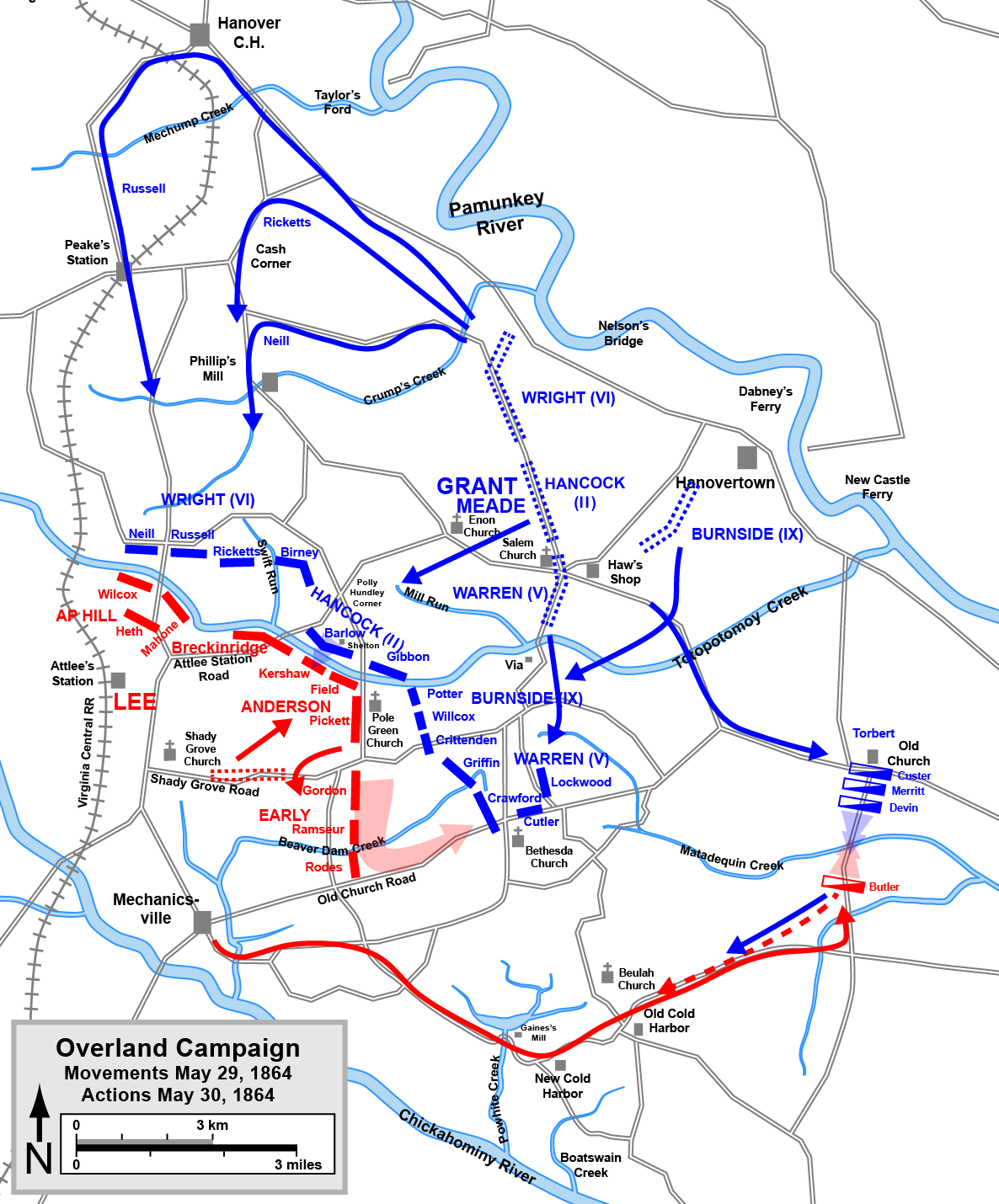
オーバーランド方面作戦の動き、1864年5月29日と30日
南軍
北軍

グラント軍がノースアンナの戦いでリーの仕掛けた罠から逃れた後、再度リー軍の右翼への回り込みを始めた。それは1864年5月の作戦を通じた特徴となる操作の継続だった。パムンキー川の北岸に沿って南東に動き、リー軍の前線を破るための適切な場所を見つけることを期待していた。5月27日、北軍騎兵隊が川の南岸、ハノーバータウン浅瀬近くに橋頭堡を構築した。グラントの歩兵部隊が渡河しているときに、両軍の歩兵師団が5月28日のホーズショップの戦いで戦い、決着はつかなかった。
リー軍はトトポトミー・クリークの背後の塹壕線で不安定な形にあった。ホーズショップでの騎兵隊の行動でリーに、グラント軍の接近してくる経路を示す貴重な情報を与えていたが、北軍がバージニア中央鉄道を破壊したために、南軍は物資不足に陥っていた。また人員も不足していた。リーはP・G・T・ボーリガード将軍にその12,000名の軍隊から援軍を送ってくれるよう依頼した。ボーリガード軍はバミューダ・ハンドレッドでベンジャミン・フランクリン・バトラー少将の軍隊を袋小路に追い込んでいたので、比較的余裕があった。ボーリガードは当初、バトラー軍からの脅威が残っていると言って、リーの要請を断った。リーはこれに失望した。しかもノースアンナ以来下痢に悩まされ続けていたが、戦う決断をした。アメリカ連合国大統領ジェファーソン・デイヴィスに手紙を書き、「グラント将軍が明日前進してくるなら、現有軍で戦うことになる」と伝えた。数日後、本稿の戦いが終わった後の5月30日に、デイヴィスに対する訴えにボーリガードが折れて、ロバート・ホーク少将の師団7,000名をリー軍に送って来た。
5月29日、グラント軍が南西に進んでリー軍と向かい合った。その騎兵隊の大半が他所に行っており、歩兵を使って威力偵察を行うことにした。ウィンフィールド・S・ハンコック少将の第2軍団がリッチモンド・ハノーバータウン道路（アトリー・ステーション道路とも呼ばれた）を辿ってクリークまで進んだ。ハンコックは、リー軍が遠い岸の塹壕にしっかりと入っているのを見て、同じように塹壕を掘って入った。ガバヌーア・ウォーレン少将の第5軍団は第2軍団の前線の左翼に展開し、チャールズ・グリフィン准将の師団をクリークを越えたシャディグローブ道路に置いた。ホレイショ・ライト少将の第6軍団は、ハノーバータウンから北西のハノーバー・コートハウスの方へ送られ、デイビッド・A・ラッセル准将の師団が先導していた。アンブローズ・バーンサイド少将の指揮する第9軍団がホーズショップ近くで予備隊となり、フィリップ・シェリダン少将の騎兵軍団は北軍の最左翼、オールドチャーチ近くにいた。南軍の前線は左翼から右翼に、A・P・ヒル中将の軍団、ジョン・ブレッキンリッジ少将の独立師団（シェナンドー渓谷から戻ってきたばかりだった）、リチャード・H・アンダーソン少将とジュバル・アーリー少将の各軍団が並んだ。その日は小競り合い以上の戦闘は起こらなかった。
戦闘はトトポトミー・クリークに沿って戦われた。そこは1862年にゲインズミルの戦いが行われた戦場であり、ハノーバー、ベセスダ教会、ゲインズミルの北とオールド・コールドハーバーが戦場だった。

## 戦闘

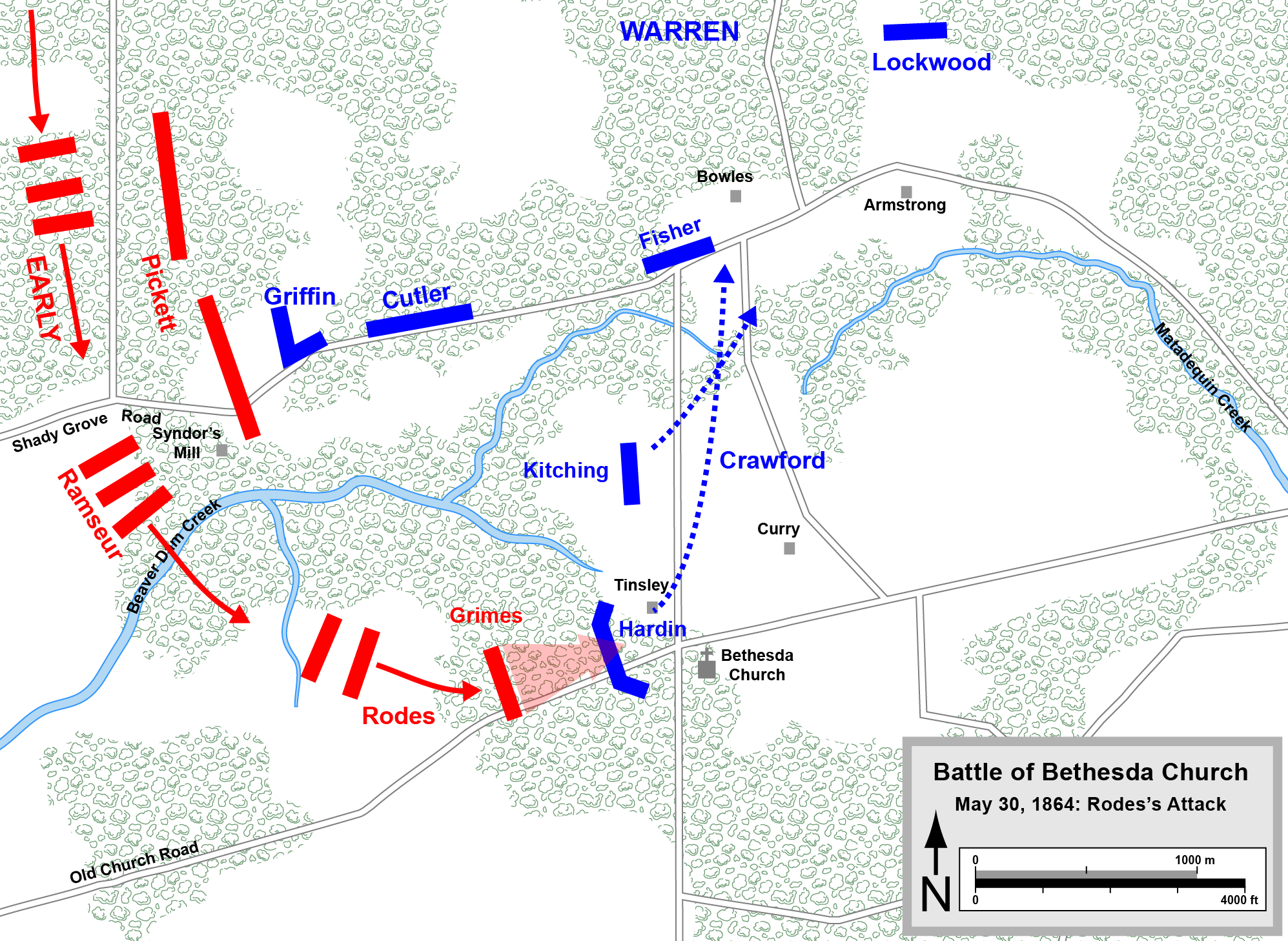
ローズの攻撃

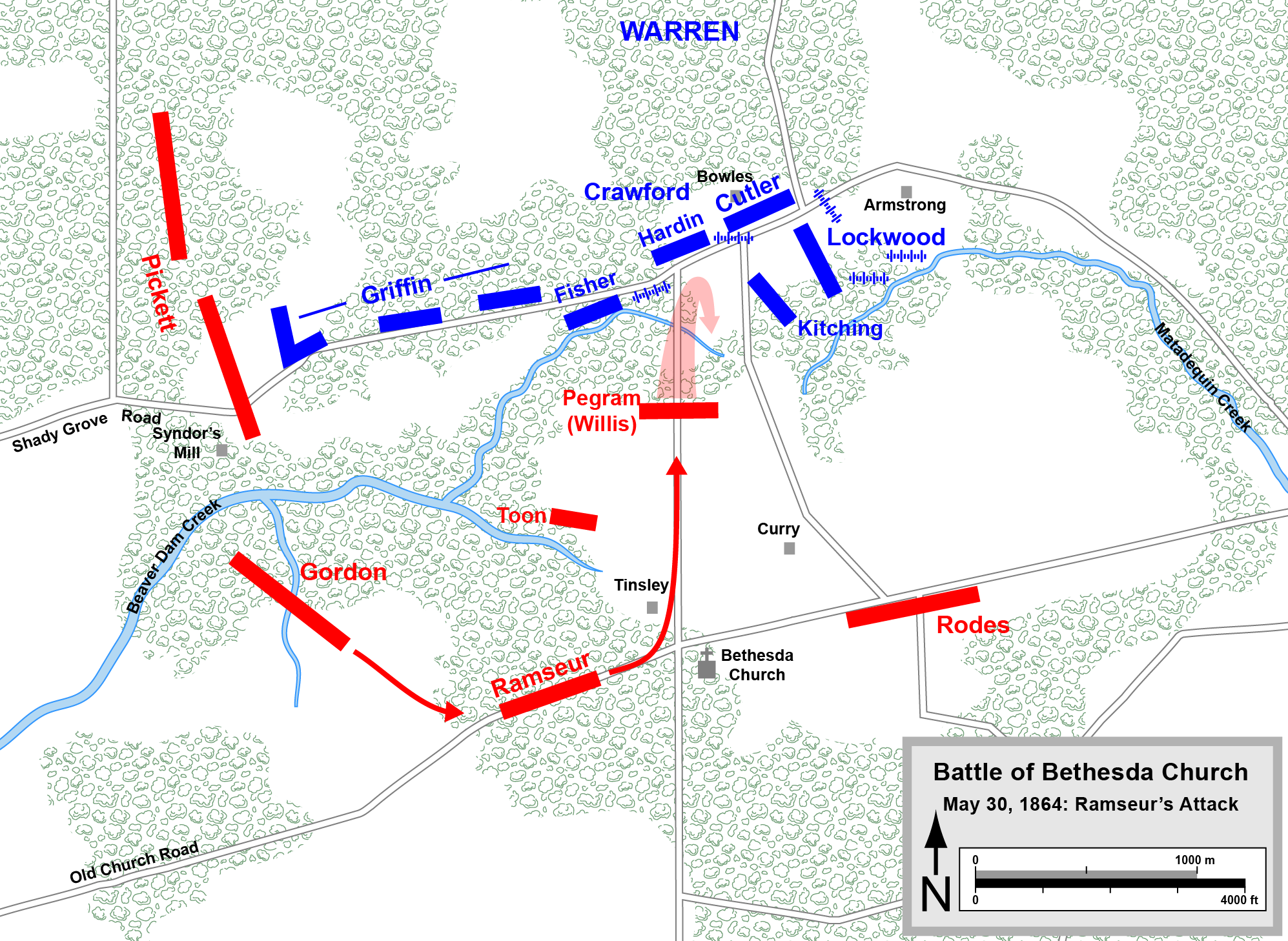
ラムスールの攻撃

グラントは5月30日に総軍前進を始めた。ライトの軍団は南軍の左翼にいるA・P・ヒルの軍に対して南に動き、ハンコックの軍団はクリークを越えて中央のブレッキンリッジの軍を攻撃し、ウォーレンの軍団はシャディグローブ道路にそってアーリーの軍に向かって西に動くとされていた。ライトの前衛はクランプス・クリーク近くで湿った土地に動きが取れなくなり、その日遅くまで第6軍団の動きを遅くした。ハンコックの散兵がブレッキンリッジの射撃壕の幾らかを占領したが、南軍の本体前線に対してあまり前進できなかった。ジョージ・ミード少将（グラントの監督下にポトマック軍を指揮していた）がバーンサイドの予備軍団にハンコックを支援するよう命令したが、その日に到着したのが遅すぎて戦闘に影響を及ぼせなかった。北軍の左翼では、ウォーレンがその第5軍団の残りにクリークを越えさせ、シャディグローブ道路に配置させた。この部隊は道路沿いに西の偵察を始め、グリフィンが先導しその後をサミュエル・W・クロウフォード少将とライサンダー・カトラー准将の師団が続いた。
リーは北軍のこれらの動きを、グラントが南軍の右翼を回り込で南東に進むこの方面作戦の戦略の継続だと解釈した。ウォーレン軍団の通り道にあったアーリーの軍団に、アンダーソン軍団の支援を得てウォーレン軍団を攻撃するよう命じた。アーリーはロバート・E・ローズ少将の師団をオールドチャーチ道路に沿って側面攻撃に向かわせ、ベセスダ教会で北に転じ、騎兵隊が藪を切り開いていた道を辿って、ウォーレンの後方を叩くように仕向けた。
第5軍団がゆっくりと前進していたので、ウォーレンはその左翼の安全性を心配するようになっていた。クロウフォードの師団に農道を南に進んでオールドチャーチ道路に行き、そこに簡単な胸壁を作るよう指示した。クロウフォードはマーティン・D・ハーディン大佐の旅団を前衛に送った。その構成員はペンシルベニア予備役の兵士であり、徴兵期限がこの日で切れるところだった。その連隊の1つ、ペンシルベニア第13予備役連隊は既に除隊できる資格があった。その右翼にはJ・ハワード・キッチング大佐の指揮下に、大きいが経験の足りない2個連隊があった。ローズの部隊は正午頃に直接ハーディンの旅団に遭遇し、それを潰走させた。ビーバーダム・クリーク後方への撤退は難しいものであり、クロウフォードの師団の全隊形が崩壊し、第5軍団の左翼が露出した。
南軍にとって不幸なことに、ローズの部隊はその標的を圧倒した際に混乱に陥っており、ローズが統制できなくなっていた。ローズはアーリーの作戦を継続すべきか躊躇した。その作戦は北に押し出してウォーレン軍団の後方に回ることだった。アーリー軍団の多くはこの時も行軍隊形にあった。またアーリーを支援すると期待されたアンダーソン軍団は到着が遅れていた。ウォーレンはその軍団を南に動かしてアーリーの軍団に対峙させ始め、クロウフォードは農道で隊形を整えた。グリフィンの師団がその支援に移動し、チャールズ・S・ウェインライト大佐指揮下の第5軍団砲兵隊が到着して、クロウフォード隊の左翼、シャディグローブ道路の北に砲台を幾つか設置した。グリフィンの師団がクロウフォードの右翼で塹壕に入った。
アーリー軍団のドッドソン・ラムスール少将は師団長に昇格したばかりであり、午後6時半に向こう見ずに北軍砲兵隊に突撃を掛けた。その攻撃は多くの面で考えが欠けており、アーリーが渋々ながら許可を出したものだった。ゴードンの師団がまだ配陣中であり、この攻撃を支持できなかった。ローズ隊は南軍右翼の防衛に専念しきっていたので支援できなかった。ラムスール配下のトマス・F・トゥーン准将が指揮した旅団が、無防備だった左側面を北軍の砲火に曝され動けなくなった。それ故に、実際に攻撃ができた旅団はエドワード・ウィリス大佐の指揮したペグラムの旅団だけだった。この部隊はライフル銃と大砲の厳しい銃砲火の中を勇敢に前進し、北軍陣地から50ヤード (45 m) 以内まで接近できた。ウィリスが致命傷を負い、旅団はその出発点まで後退した。
ラムスールの攻撃は損失を出して撃退されたが、南軍兵の英雄的行動はそれを目撃した北軍兵から称賛された。ペンシルベニア第13予備役連隊にいた歴史家がその動きを次のように記録していた。「殺人者が辟易していたので、ハートショーン少佐が立ち上がり、その攻撃者に降伏を呼びかけた。多くの者がそれに従った。反乱軍であろうとそうでなかろうと、攻撃の間のその行動と振る舞いは捕獲者の称賛を得ることとなり、捕獲者はそれを表現するのを躊躇わなかった。」生き残ったバージニア兵が、「我々の前線は魔法によるかのように溶け去った。あらゆる旅団、参謀、野戦士官が、信じられないほど短時間に倒された（大半は直ぐに殺された）」と回想していた。
ミードがウォーレン軍団に掛かっている圧力を解放するために、全軍に総攻撃を命じたが、どの軍団長も即座に応じられる態勢になかった。しかし、ウォーレンの部隊は特に援助が無くてもその苦境から脱出できた。ラムスールの師団が撃退されたことで、アーリーが失望し、その軍団に僅かばかり西に退くように命令した。アーリーはアンダーソン軍団が支援の間に合わなかったことを非難したが、兵士達は十分な偵察も無しに突撃を命じたラムスールを非難した。
歩兵隊はクリークと教会の近くで戦ったが、両軍の騎兵隊は同日に、メタデクィン・クリークの東、オールドチャーチの戦いで衝突していた。

## 戦いの後
北軍の損失は総計731名、戦死と負傷合わせて679名と捕虜52名だったのに対し、南軍は総計1,593名、戦死263名、負傷961名、不明と捕虜合わせて369名だった。南軍の元はストーンウォール・ジャクソンの参謀で人気があったエドワード・ウィリス大佐が、ラムスールの思慮の足りない突撃の時に致命傷を負った。南軍のジェイムズ・B・テリル准将もベセスダ教会の所で戦死した。
アーリーが攻撃に失敗したことよりもリーが関心を寄せたことは、グラント軍の進路に援軍が向かっていると知らされた情報だった。ホークの師団がバミューダ・ハンドレッドを出発した時に、ウィリアム・F・"ボールディ"・スミス少将の第18軍団16,000名が、グラントの要請でバトラーのジェームズ軍から抜かれてジェームズ川を下り、ヨーク川からパムンキー川に進んでいた。スミスがホワイトハウス・ランディングからベセスダ教会の3マイル (5 km) 南東、グラント軍の左翼のコールドハーバーまで真西に進んでおれば、伸び切っていた北軍の前線は南軍の右翼をのはるか南から包み込むようになっていたはずだった。リーはフィッツヒュー・リー少将の騎兵隊を送ってコールドハーバーの交差点を抑えさせた。
5月31日、ハンコックの第2軍団が再度トトポトミー・クリークを渡ったが、南軍の防衛線が実際のクリークの川床の背後にしっかりと布かれていることが分かった。グラントは、南軍の強固な陣地が新な行き詰まりを示唆していることを理解した。グラントは5月31日夜に南のコールドハーバーに向けて軍を動かし始めた。

## 戦場跡の保存
リッチモンド国定戦場跡公園が、シェルトン・ハウスからトトポトミー・クリークの岸まで124エーカー (0.50 km2) を所有し、維持している。そこは5月30日と31日に第2軍団が攻撃を掛けて場所だった。この地域は2011年9月10日に一般公開された。バージニア古美術保存協会がベセスダ教会周辺の広大な土木構築物など35エーカー (0.14 km2) を所有している。